# ژئواس‌ام‌اس
ژئواس‌ام‌اس (انگلیسی: GeoSMS) یک مشخصه برای برچسب گذاری پیام‌های جغرافیایی است. ژئواس‌ام‌اس با نشان دادن موقعیت مورد نظر در متن پیام کار می‌کند، و مکان‌ها بر اساس ژئو یوآرآی در RFC 5870 قالب‌بندی می‌شود.
ژئواس‌ام‌اس در سال ۲۰۱۰ به وسیلهٔ متیو کوان، دانشجوی دکترا در دانشکده علوم ریاضی و جغرافیایی RMIT توسعه یافت و نباید با استاندارد اوپن ژئواس‌ام‌اس اشتباه گرفته شود.

## مثال

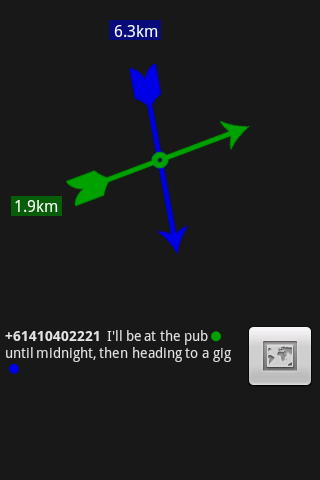
یک برچسب گذاری اس‌ام‌اسی به وسیله برنامه I Am Here

یک برچسب جغرافیایی اس‌ام‌اس ساده ممکن است شبیه به موارد زیر باشد:
من در میخانه هستم geo:-37.801631,144.980294;u=10
که حاوی پیامی است با مضمون من در میخانه هستم و محل فرد با عرض جغرافیایی ۳۷٫۸۰۱۶۳۱ درجه جنوبی و طول جغرافیایی ۱۴۴٫۹۸۰۲۹۴ درجه شرقی و ضریب خطای (+ یا -) ۱۰ متر ثبت شده‌است.
همچنین پیام‌های ژئواس‌ام‌اس می‌توانند مکان‌های مختلفی داشته باشند، مثلاً:
من تا نیمه‌شب در میخانه هستم geo:-37.801631,144.980294;u=10 و بعد از آن می‌روم به geo:-37.864225,144.97294
که حاوی دو مکان است.